# Hamza Özkaradeniz
Hamza Özkaradeniz (ur. 24 maja 1992) – turecki zapaśnik walczący w stylu wolnym. Siódmy w Pucharze Świata w 2014. Trzeci na MŚ juniorów w 2011 i Europy w 2012. Wicemistrz Europy kadetów w 2009 roku.